# 宮廷舞踏会音楽監督 (オーストリア)

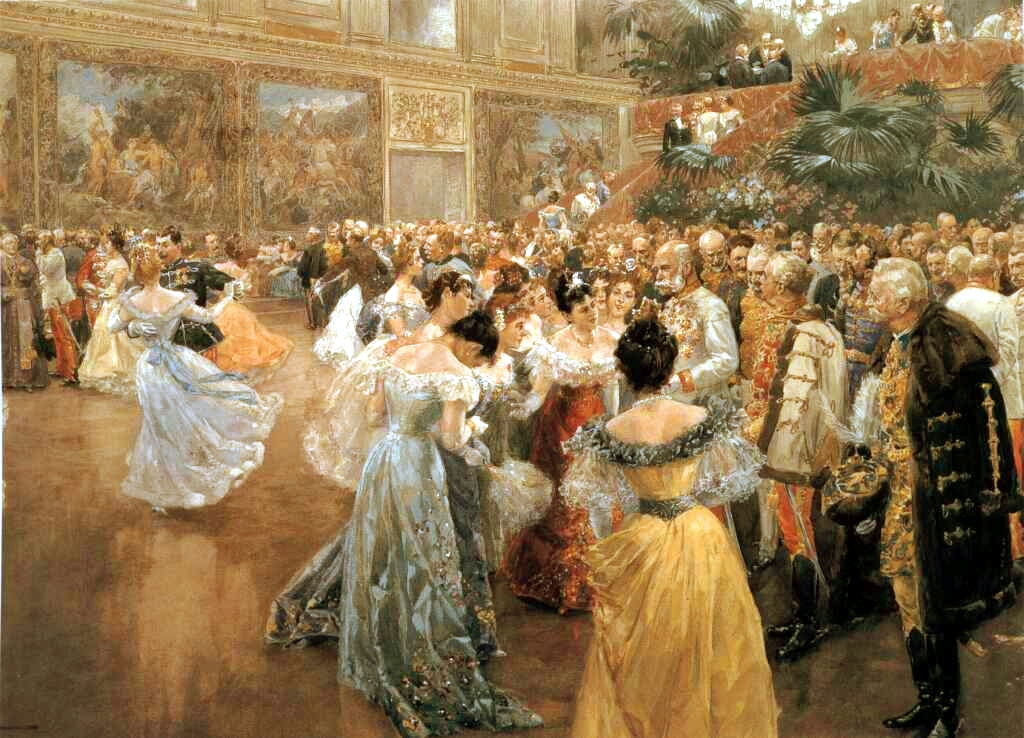
宮廷舞踏会の様子。画面中央の白鬚の男性が皇帝フランツ・ヨーゼフ1世（1900年の絵画）

宮廷舞踏会音楽監督（きゅうていぶとうかいおんがくかんとく、ドイツ語: Hofball musik direktor）は、オーストリア帝国・オーストリア＝ハンガリー帝国において宮廷舞踏会のために存在した名誉称号。

## 歴史
1846年1月7日、時のオーストリア皇帝フェルディナント1世に対してヨハン・シュトラウス1世は、「宮廷舞踏会音楽監督」という称号をくれるよう書簡で求めた。そして同年1月24日、「この称号には、何の給与も報酬もつかないこと、宮廷舞踏会の指揮を引き受け指揮することについて独占的な権利を付与するものでないこと」を条件として聞き入れられた。これが「宮廷舞踏会音楽監督」の始まりである。
第一次世界大戦に敗戦して帝政が崩壊する1918年まで名目上は存続したが、時の皇帝フランツ・ヨーゼフ1世の年齢を考慮して1911年を最後に宮廷舞踏会は開かれなくなっていた（ただし、1914年2月16日に、老帝の意向によって一夜限りの舞踏会がシェーンブルン宮殿に復活している）。

## 歴代の宮廷舞踏会音楽監督

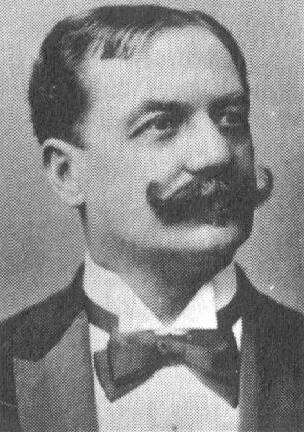
最後の宮廷舞踏会音楽監督、C.M.ツィーラー

- ヨハン・シュトラウス1世（1846年 - 1849年）
- フィリップ・ファールバッハ1世（1849? - 1863年、異説あり）
- ヨハン・シュトラウス2世（1863年 - 1871年）
- エドゥアルト・シュトラウス1世（1871年 - 1901年）
- カール・ミヒャエル・ツィーラー（1908年 - 1918年）

## 歴代の宮廷舞踏会指揮者
- ミヒャエル・パーマー（1815年 - 1820年）
- ヨーゼフ・ランナー（1824年?）
- ヨハン・シュトラウス3世（1901年 - 1906年）